# Algorytm Deutscha-Jozsy
Algorytm Deutscha-Jozsy – algorytm kwantowy utworzony przez Dawida Deutscha i Richarda Jozsa w 1992 poprawiany później przez Richarda Cleve, Artura Ekerta, Chiarę Macchiavello i Michele Mosca w 1998. Sam algorytm nie ma dużej wartości praktycznej – jest to jeden z pierwszych przykładów algorytmu kwantowego, który jest wykładniczo szybszy od każdego możliwego deterministycznego, klasycznego algorytmu. Algorytm Deutscha-Jozsy jest również deterministyczny, to znaczy zawsze zwraca poprawną odpowiedź.

## Sformułowanie problemu
W problemie Deutscha-Jozsy mamy "czarną skrzynkę", która tworzy funkcję {\displaystyle f:\{0,1\}^{n}\to \{0,1\}} taką że:
- {\displaystyle f} jest funkcją stałą (tj. wszystkie wartości ma równe 0 albo wszystkie wartości ma równe 1) lub

- {\displaystyle f} jest funkcją zbalansowaną[3] (tj. przypisuje wartości 0 oraz 1 tak, że jest tyle samo wartości 0 co 1).

Innymi słowy: "czarna skrzynka" generuje n bitów w taki sposób, że (1) wszystkie bity są równe 0 albo wszystkie bity są równe 1, (2)  albo 0 i 1 są wygenerowane w równych ilościach, ale w dowolnej kolejności. 
Zadanie polega na określeniu, czy {\displaystyle f} jest stała, czy zbalansowana. 

## Klasyczny algorytm
Deterministyczny algorytm rozwiązujący problem Deutscha-Jozsy wymaga w najgorszym przypadku {\displaystyle 2^{n-1}+1} ewaluacji funkcji {\displaystyle f,} gdzie {\displaystyle n} jest liczbą bitów. Aby udowodnić, że {\displaystyle f} jest stała, potrzebne jest obliczenie funkcji w n/2+1 punktów. W najlepszym przypadku, jeżeli już pierwsze dwie sprawdzone wartości funkcji będą różne, to dowodzi, że {\displaystyle f} jest zbalansowana. Konwencjonalny algorytm randomizowany wymaga wykonania {\displaystyle k} ewaluacji funkcji, aby uzyskać poprawną odpowiedź z dużym prawdopodobieństwem (błąd z prawdopodobieństwem {\displaystyle \epsilon \leqslant 1/2^{k-1}}). Aby na pewno uzyskać poprawną odpowiedź (algorytm deterministyczny), wymagane jest wyznaczenie {\displaystyle k=2^{n-1}+1} wartości funkcji. Algorytm Deutscha-Jozsy zwraca zawsze poprawną odpowiedź już po jednej ewaluacji funkcji {\displaystyle f.}

## Historia
Algorytm Deutscha-Jozsy jest uogólnieniem wcześniejszej (1985) pracy Dawida Deutscha, która pokazuje rozwiązanie prostszego problemu. Konkretnie, mamy daną funkcję binarną, której dziedziną jest 1 bit: {\displaystyle f:\{0,1\}\to \{0,1\}} i pytamy, czy {\displaystyle f} jest stała.
Algorytm proponowany początkowo przez Deutscha nie był właściwie deterministyczny. Algorytm dawał poprawną odpowiedź z prawdopodobieństwem 50%. W 1992, Deutsch i Jozsa wymyślili deterministyczny algorytm, który został uogólniony na przypadek funkcji, której argumentem jest {\displaystyle n} bitów. W przeciwieństwie do aktualnego algorytmu, wymagał on dwukrotnego obliczenia wartości funkcji.
Późniejsze ulepszenia algorytmu Deutscha wprowadził Cleve (i inni), czego efektem było powstanie deterministycznego algorytmu, który wymaga jednokrotnej ewaluacji funkcji {\displaystyle f.} Temu algorytmowi nadano imiona Deutscha-Jozsy, aby uczcić innowacyjne zmiany wprowadzone przez tych naukowców.
Algorytm Deutscha-Jozsy stanowił inspirację dla algorytmu Shora i Grovera, dwóch najbardziej rewolucyjnych algorytmów kwantowych.

## Dekoherencja
Aby algorytm Deutscha-Jozsy działał, wyrocznia obliczająca {\displaystyle f(x)} z {\displaystyle x} musi być wyrocznią kwantową, która nie dokonuje dekoherencji {\displaystyle x.} Wyrocznia w swoim wywołaniu musi również niszczyć informację o stanie {\displaystyle x.}

## Algorytm Deutscha
Algorytm Deutscha to szczególny przypadek algorytmu Deutscha-Jozsy. Sprawdza się w nim warunek: {\displaystyle f(0)=f(1).} Jest to równoważne sprawdzeniu {\displaystyle f(0)\oplus f(1)} (gdzie {\displaystyle \oplus } to dodawanie modulo 2, na które można patrzeć jak na kwantową bramkę XOR zaimplementowaną jako kontrolowana bramka NOT) – jeśli wyjdzie zero, to {\displaystyle f} jest stała, w przeciwnym przypadku {\displaystyle f} nie jest stała.
Algorytm zaczyna się ustaleniem dwubitowego stanu A: {\displaystyle |0\rangle |1\rangle } i zaaplikowaniu przekształcenia Hadamarda do każdego kubitu, co daje stan B:
{\displaystyle {\frac {1}{2}}(|0\rangle +|1\rangle )(|0\rangle -|1\rangle ).}
Dana jest kwantowa implementacja funkcji {\displaystyle f,} która przekształca {\displaystyle |x\rangle |y\rangle } w {\displaystyle |x\rangle |f(x)\oplus y\rangle .} Zastosowanie tej funkcji do stanu B daje:
{\displaystyle {}\quad {\frac {1}{2}}(|0\rangle (|f(0)\oplus 0\rangle -|f(0)\oplus 1\rangle )+|1\rangle (|f(1)\oplus 0\rangle -|f(1)\oplus 1\rangle ))}
{\displaystyle ={\frac {1}{2}}((-1)^{f(0)}|0\rangle (|0\rangle -|1\rangle )+(-1)^{f(1)}|1\rangle (|0\rangle -|1\rangle ))}
{\displaystyle =(-1)^{f(0)}{\frac {1}{2}}(|0\rangle +(-1)^{f(0)\oplus f(1)}|1\rangle )(|0\rangle -|1\rangle ).}
Ignorujemy ostatni bit i z dokładnością do globalnego czynnika fazowego (przemnożenia całości przez {\displaystyle e^{i\phi }}) otrzymujemy stan:
{\displaystyle {\frac {1}{\sqrt {2}}}(|0\rangle +(-1)^{f(0)\oplus f(1)}|1\rangle ).}
Zastosujmy do każdego kubitu tego stanu bramkę Hadamarda; bramka ta tworzy następujące superpozycje stanów bazowych {\displaystyle |0\rangle } i {\displaystyle |1\rangle } : 
{\displaystyle H\,|0\rangle ={\frac {1}{\sqrt {2}}}{\Big (}|0\rangle +|1\rangle {\Big )},}
{\displaystyle H\,|1\rangle ={\frac {1}{\sqrt {2}}}{\Big (}|0\rangle -|1\rangle {\Big )}.}
Działając bramkami Hadamarda na każdy kubit otrzyma się stan:
{\displaystyle {}\quad {\frac {1}{2}}(|0\rangle +|1\rangle +(-1)^{f(0)\oplus f(1)}|0\rangle -(-1)^{f(0)\oplus f(1)}|1\rangle )}
{\displaystyle ={\frac {1}{2}}((1+(-1)^{f(0)\oplus f(1)})|0\rangle +(1-(-1)^{f(0)\oplus f(1)})|1\rangle ).}
{\displaystyle f(0)\oplus f(1)=0} wtedy i tylko wtedy, jeśli zmierzono 0, a {\displaystyle f(0)\oplus f(1)=1} wtedy i tylko wtedy, jeśli zmierzono 1. Wynika z tego, iż z prawdopodobieństwem równym 100% wiemy, czy {\displaystyle f(x)} jest stała, czy zbalansowana.

## Algorytm Deutscha-Jozsy
Ustalmy {\displaystyle n+1} kubitowy stan A: {\displaystyle |0\rangle ^{\otimes n}|1\rangle } (pierwsze {\displaystyle n} bitów jest w stanie {\displaystyle |0\rangle ,} a ostatni {\displaystyle |1\rangle }). Do każdego kubitu A stosowana jest bramka Hadamarda, która z każdego kubitu tworzy superpozycję; w wyniku czego powstaje stan B:
{\displaystyle {\frac {1}{\sqrt {2^{n+1}}}}\sum _{x=0}^{2^{n}-1}|x\rangle (|0\rangle -|1\rangle ).}

Obwód kwantowy algorytmu Deutscha-Jozsy

Następnie, kwantowa wyrocznia przekształca stan {\displaystyle |x\rangle |y\rangle } w {\displaystyle |x\rangle |y\oplus f(x)\rangle ,} co daje:
{\displaystyle {\frac {1}{\sqrt {2^{n+1}}}}\sum _{x=0}^{2^{n}-1}|x\rangle (|f(x)\rangle -|1\oplus f(x)\rangle ).}
Po podstawieniu w miejsce {\displaystyle f(x)} {\displaystyle 0} oraz {\displaystyle 1,} ten wzór przekształca się do:
{\displaystyle {\frac {1}{\sqrt {2^{n+1}}}}\sum _{x=0}^{2^{n}-1}(-1)^{f(x)}|x\rangle (|0\rangle -|1\rangle ).}
W tym momencie stan ostatniego kubitu może zostać zignorowany. Po zastosowaniu przekształceń Hadamarda ponownie na pierwszych {\displaystyle n} bitach otrzyma się:
{\displaystyle {\frac {1}{2^{n}}}\sum _{x=0}^{2^{n}-1}(-1)^{f(x)}\sum _{y=0}^{2^{n}-1}(-1)^{x\cdot y}|y\rangle ={\frac {1}{2^{n}}}\sum _{y=0}^{2^{n}-1}\left[\sum _{x=0}^{2^{n}-1}(-1)^{f(x)}(-1)^{x\cdot y}\right]|y\rangle }
gdzie {\displaystyle x\cdot y=x_{0}y_{0}\oplus x_{1}y_{1}\oplus \cdots \oplus x_{n-1}y_{n-1}}
Prawdopodobieństwo zmierzenia stanu {\displaystyle |0\rangle ^{\otimes n}} wynosi:
{\displaystyle {\bigg |}{\frac {1}{2^{n}}}\sum _{x=0}^{2^{n}-1}(-1)^{f(x)}{\bigg |}^{2}}
Wyrażenie to przyjmuje wartość 1, jeśli funkcja {\displaystyle f(x)} jest stała (interferencja konstruktywna). Jeżeli zaś funkcja {\displaystyle f(x)} jest zbalansowana, to przyjmuje wartość 0 (interferencja destruktywna).